# Hunter Smith
Hunter Dwight Smith (9 de agosto de 1977, Sherman, Texas) é um ex jogador de futebol americano que jogava na posição de punter. Ele foi draftado pelo Indianapolis Colts em 1998 e foi campeão pelo time em 2006.